# Campoletis nigriscaposa
Campoletis nigriscaposa är en stekelart som först beskrevs av Henry Lorenz Viereck 1925.  Campoletis nigriscaposa ingår i släktet Campoletis och familjen brokparasitsteklar. Inga underarter finns listade.